# 巧克比
巧克比（羅馬化：Chokobi），又称巧克饼、粟米星、巧克力小饼干，是日本动漫《蜡笔小新》中出现的饼干类点心，原型是乐天小熊饼。外包装为绿色正六棱柱形，上印有日文片假名“チョコビ”以及洋红色卡通鳄鱼角色“鳄鱼山先生”（ワニ山さん）。

## 由来
巧克比最早出现在动画版于1992年4月27日播出的《看牙医记》（歯医者に行くゾ）一集，该集改编自《蜡笔小新》漫画单行本第一卷；在原著中，野原美伢喂给新之助的零食为乐天小熊饼，动画化时由于商标权因素，将乐天小熊饼改为虚构零食“巧克比”。

## 历史
1993年5月26日，乐天在北海道和东北地方首次推出原味巧克比以及皇家巧克比（杏仁味），同年7月12日在日本全国范围内推出。“巧克比”是乐天与当时大受欢迎的《蜡笔小新》联合独家开发的花生巧克力。虽然它与动画中的巧克比是完全不同的产品，但它却成为市场上销量第一的巧克力零食，超越了明治製菓的“きのこの山”和“たけのこの里”，并以上半年实现20亿日元的销售面额发行。如今已经停售。
此外，Orion也推出了类似动画中巧克比的星形弹珠汽水糖果，而万代最初则推出了棒状饼干。
2006年3月，作为与桃哈多的合作产品，第二代巧克比上市；作为一种膨化玉米，忠实再现了原版零食的包装和形状。截至2020年初，累计出货量已超过2亿盒。
2014年至2017年，森永乳業与电影合作推出了一款名为“巧克比冰”（チョコビアイス）的限定冰淇淋麻糬。
除日本外，巧克比也在香港和中国大陆正式销售。